# ألان سيمونسن

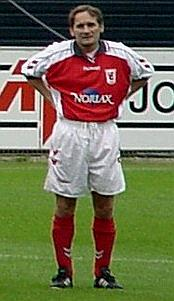
ألان سيمونسن

ألان سيمونسن (بالدنماركية: Allan Simonsen)‏، من مواليد 15 ديسمبر 1952، لاعب كرة قدم دنماركي سابق، ومدرب كرة قدم دنماركي.
لعب مع منتخب الدنمارك لكرة القدم.

## روابط خارجية
- ألان سيمونسن على موقع IMDb (الإنجليزية)
- ألان سيمونسن على موقع الاتحاد الدولي (مؤرشف)  (الإنجليزية)
- ألان سيمونسن على موقع الاتحاد الأوربي (الإنجليزية)
- ألان سيمونسن على موقع قاعدة بيانات كرة القدم.إي يو (الإنجليزية)
- ألان سيمونسن على موقع بيانات كرة القدم. دي إي (الألمانية)
- ألان سيمونسن على موقع ليكيب (الفرنسية)
- ألان سيمونسن على موقع ناشيونال فوتبول تيمز (الإنجليزية)
- ألان سيمونسن على موقع عالم كرة القدم.نت (الإنجليزية)
- ألان سيمونسن على موقع كووورة
- ألان سيمونسن على موقع أوليمبيديا (الإنجليزية)